# Schweizerische Amerikanisten-Gesellschaft
Die Schweizerische Amerikanisten-Gesellschaft (SAG) (auf Französisch: Société Suisse des Américanistes) ist der Dachverband der Schweizer Amerikanistinnen und Amerikanisten und wurde 1949 gegründet; ihr Ziel ist, ein besseres wissenschaftliches und menschliches Wissen über den Doppelkontinent zu erzeugen. Publikationsorgan der SAG ist seit 1950 der Bulletin bzw. Bulletin de la Société Suisse des Américanistes. Sie ist Mitglied der Schweizerischen Akademie der Geistes- und Sozialwissenschaften und seit 2004 des Europäischen Rates für Sozialwissenschaftliche Lateinamerikaforschung. Ihre Bibliothek befindet sich im Musée d’ethnographie de Genève.